# بوم‌سازگان دریاچه

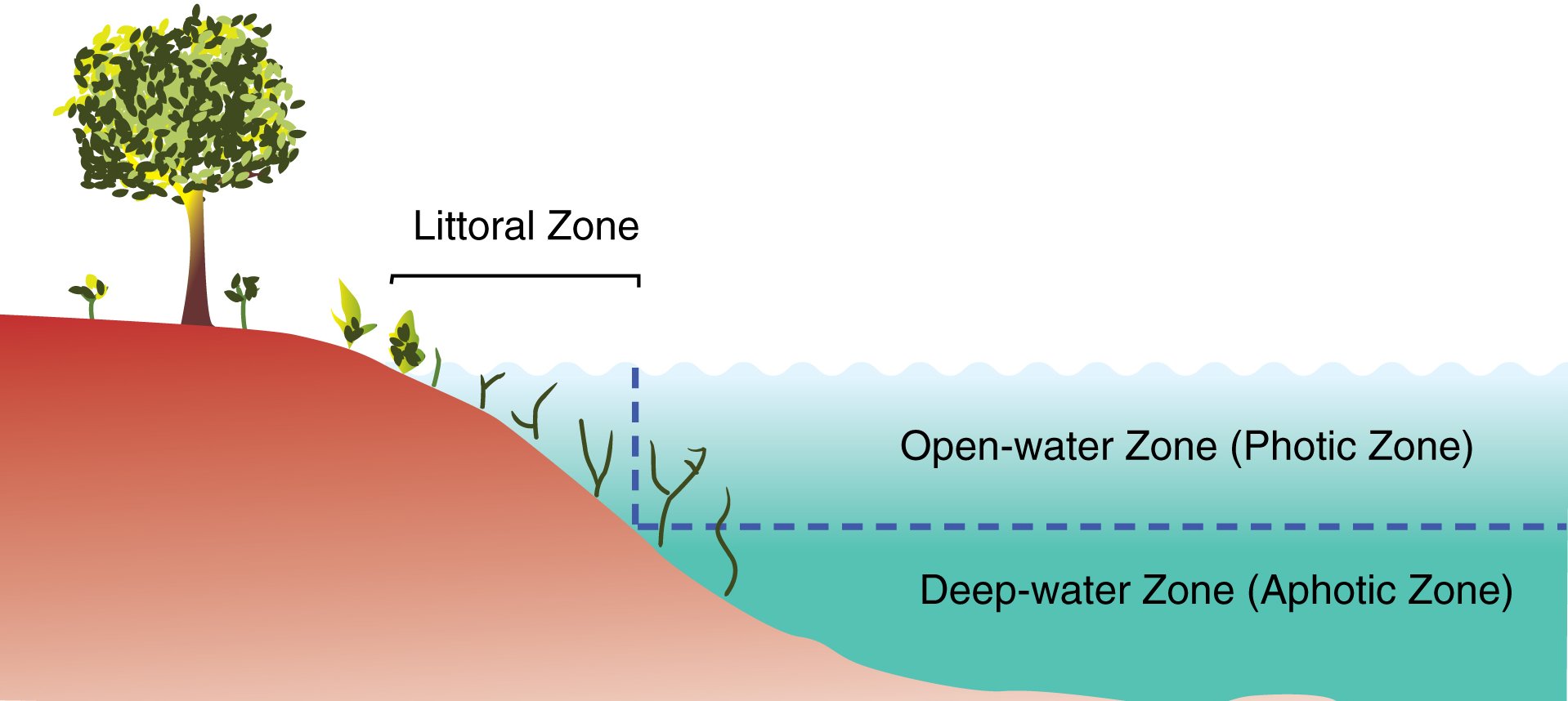
سه پهنه اولیه دریاچه

بوم‌سازگان دریاچه یا اکوسیستم دریاچه شامل گیاهان زنده (زیستی)، جانوران و میکروارگانیسم‌ها و همچنین فعل و انفعالات فیزیکی و شیمیایی غیرزنده (غیرزیستی) است. اکوسیستم‌های دریاچه‌ای نمونه‌ای بارز از اکوسیستم‌های عدسی هستند (لنتیک به آب‌های ساکن یا به نسبت آرام اشاره دارد و از واژهٔ لاتین lentus، که به معنای «تنبل» است)، که شامل برکه‌ها، دریاچه‌ها و تالاب‌ها می‌شود، و بیشتر این مقاله به‌طور کلی در مورد اکوسیستم‌های عدسی کاربرد دارد. اکوسیستم‌های لنتیک را می‌توان با اکوسیستمهای جاری (لوتیک) مقایسه کرد که شامل آب‌های خشکی جاری مانند رودخانه‌ها و نهرها می‌شود. این دو اکوسیستم با هم نمونه‌هایی از اکوسیستم‌های آب شیرین هستند.

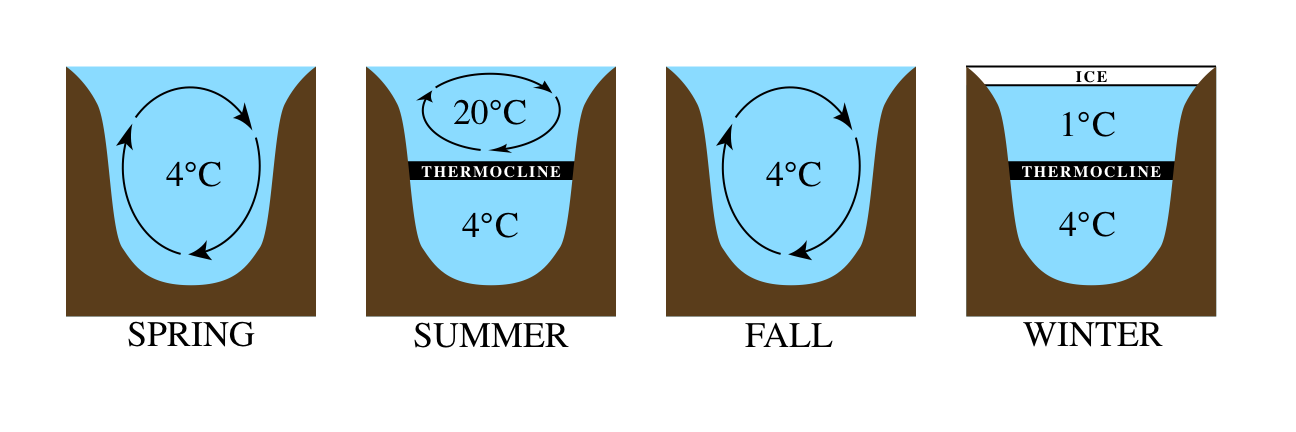
لایه‌بندی فصلی در دریاچه‌های معتدل

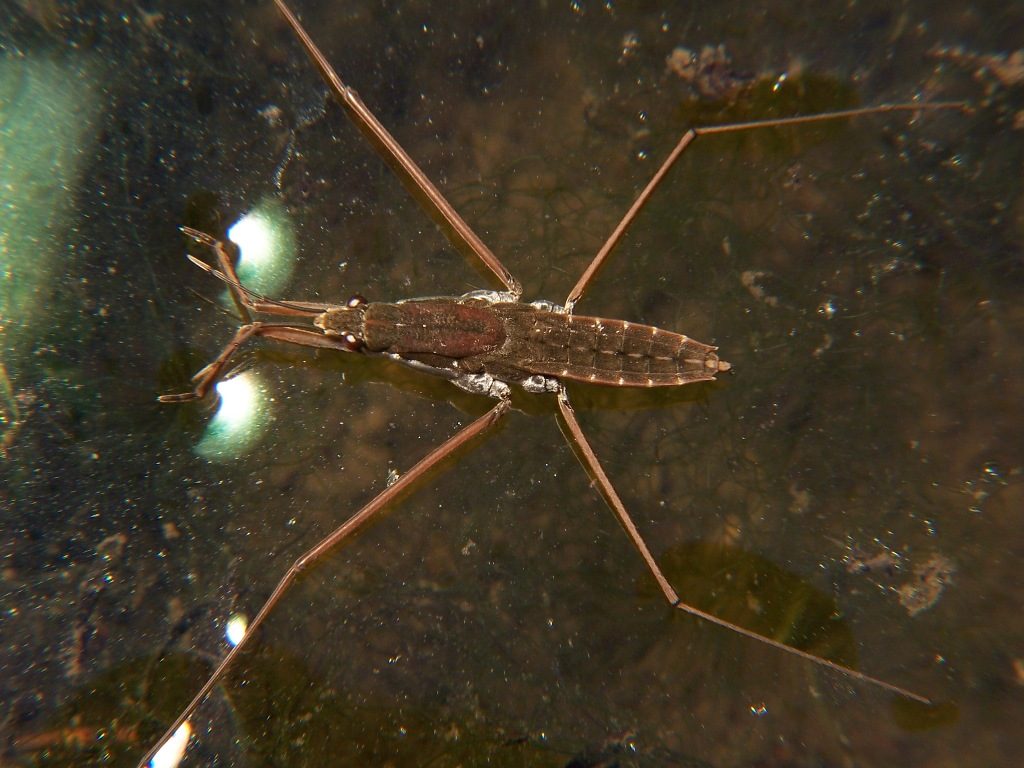
آب‌پیمایان حشرات شکارچی هستند که برای راه رفتن روی آب به کشش سطحی تکیه می‌کنند. آنها در سطح برکه‌ها، مرداب‌ها و دیگر آب‌های آرام زندگی می‌کنند. آنها می‌توانند بسیار سریع، تا ۱٫۵ متر بر ثانیه حرکت کنند.